# Pagiopalus personatus
Pagiopalus personatus är en spindelart som beskrevs av Simon 1900. Pagiopalus personatus ingår i släktet Pagiopalus och familjen snabblöparspindlar. Inga underarter finns listade i Catalogue of Life.